# Gustaf Gasslander

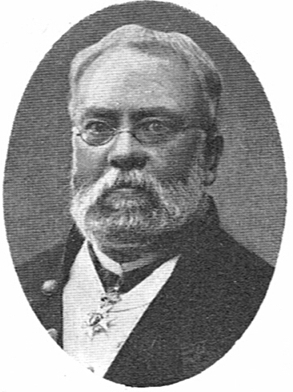
Gustaf Gasslander.

Gustaf Gasslander, född den 6 januari 1842 i Vänersborg, död den 18 mars 1907 i Stockholm, var en svensk ämbetsman.
Gasslander blev student vid Lunds universitet 1860 och avlade kameralexamen 1861. Han blev extra ordinarie landskanslist i Älvsborgs län sistnämnda år, landskontorist i Skaraborgs län 1868, länsbokhållare där 1869, tillförordnad landskamrerare i Blekinge län 1877, lanträntmästare i Skaraborgs län 1880 och landskamrerare i Jönköpings län 1881. Gasslander blev riddare av Nordstjärneorden 1889 och kommendör av andra klassen av Vasaorden 1901.